# László Benedek
Pour les articles homonymes, voir Benedek.
László Benedek est un réalisateur américano-hongrois né le 5 mars 1905 à Budapest en Autriche-Hongrie (maintenant Hongrie) et mort le 11 mars 1992 dans le Bronx à New York.

## Biographie
Il débute en tant que cadreur à la U.F.A., fait ensuite du montage, écrit des scénarios et devient assistant de production, avant de passer à la réalisation. Il est surtout l'homme de deux films : Mort d'un commis voyageur (Death of a Salesman) et L'Équipée sauvage (The Wild One), tous deux produits par Stanley Kramer.

## Filmographie partielle

### Comme réalisateur

#### Au cinéma
- 1944 : Âmes russes (Song of Russia)
- 1948 : Le Brigand amoureux (The Kissing Bandit)
- 1949 : La Brigade des stupéfiants (Port of New York)
- 1951 : Mort d'un commis voyageur (Death of a Salesman)
- 1953 : L'Équipée sauvage (The Wild One)
- 1954 : La Révolte des Cipayes (Bengal Brigade)
- 1955 : Des enfants, des mères et un général (Kinder, Mütter und ein General)
- 1957 : Rendez-vous à La Havane (Affair in Havana)
- 1960 : Le Chemin de la peur (en) (Moment of Danger)
- 1960 : Recours en grâce (Tra due donne)
- 1966 : Namu, l'orque sauvage (Namu The Killer Whale)
- 1968 : Commando intrépide (en) (Daring Game)
- 1971 : Le Visiteur de la nuit (The Night Visitor)
- 1975 : Assault on Agathon (en)

#### À la télévision
- 1962 : Rawhide (série télévisée)

## Récompenses

### Golden Globes
- 1952 : Meilleur réalisateur pour Mort d'un commis voyageur